# Ungarische Eishockeyliga 2005/06
Die Saison 2005/06 war die 69. Spielzeit der ungarischen Eishockeyliga, der höchsten ungarischen Eishockeyspielklasse. Meister wurde zum insgesamt siebten Mal in der Vereinsgeschichte Alba Volán Székesfehérvár.

## Modus
In der Hauptrunde absolvierte jede der sieben Mannschaften insgesamt zwölf Spiele. Die drei bestplatzierten Mannschaften qualifizierten sich direkt für die Playoffs, während die übrigen vier Mannschaften anschließend den vierten und letzten Playoff-Teilnehmer in einer Qualifikationsrunde ermittelten. Für einen Sieg nach regulärer Spielzeit erhielt jede Mannschaft drei Punkte, für einen Sieg nach Overtime gab es zwei Punkte, bei einer Niederlage nach Overtime gab es einen Punkt und bei einer Niederlage nach regulärer Spielzeit null Punkte.

## Hauptrunde

### Tabelle
|    | Klub                      | Sp | S  | OTS | OTN | N  | Tore  | Punkte |
| -- | ------------------------- | -- | -- | --- | --- | -- | ----- | ------ |
| 1. | Alba Volán Székesfehérvár | 12 | 11 | 0   | 0   | 1  | 65:16 | 33     |
| 2. | Újpesti TE                | 12 | 10 | 0   | 0   | 2  | 88:28 | 30     |
| 3. | Dunaújvárosi AC           | 12 | 7  | 0   | 0   | 5  | 56:32 | 21     |
| 4. | Lokomotíva Nové Zámky     | 12 | 6  | 0   | 0   | 6  | 49:44 | 18     |
| 5. | Ferencvárosi TC           | 12 | 5  | 0   | 0   | 7  | 40:49 | 15     |
| 6. | Miskolci Jegesmedvék JSE  | 12 | 2  | 0   | 0   | 10 | 29:95 | 6      |
| 7. | Győri ETO HC              | 12 | 1  | 0   | 0   | 11 | 23:86 | 3      |

Sp = Spiele, S = Siege, U = Unentschieden, N = Niederlagen, OTS = Overtime-Siege, OTN = Overtime-Niederlage

## Playoff-Qualifikationsrunde
|    | Klub                    | Sp | S | OTS | OTN | N | Tore  | Punkte |
| -- | ----------------------- | -- | - | --- | --- | - | ----- | ------ |
| 4. | Ferencvárosi TC         | 6  | 5 | 0   | 0   | 1 | 34:19 | 15     |
| 5. | Miskolci Jegesmedve JSE | 6  | 3 | 0   | 0   | 3 | 24:22 | 9      |
| 6. | Lokomotíva Nové Zámky   | 6  | 3 | 0   | 0   | 3 | 22:23 | 9      |
| 7. | Győri ETO HC            | 6  | 1 | 0   | 0   | 5 | 14:30 | 3      |

Sp = Spiele, S = Siege, U = unentschieden, N = Niederlagen, OTS = Overtime-Siege, OTN = Overtime-Niederlage

## Playoffs

### Halbfinale
- Alba Volán Székesfehérvár – Ferencvárosi TC 3:0 (6:4, 5:2, 6:0)
- Újpesti TE – Dunaújvárosi AC 3:1 (2:0, 0:2, 3:2, 4:0)

### Spiel um Platz 3
- Dunaújvárosi AC – Ferencvárosi TC 3:2 (3:5, 2:3, 2:0, 3:2, 7:3)

### Finale
- Alba Volán Székesfehérvár – Újpesti TE 4:1 (4:0, 3:5, 4:0, 4:1, 7:5)

### Kader des ungarischen Meisters
| Ungarischer Meister Alba Volán Székesfehérvár | Torhüter: Krisztián Budai, Zoltán Hetényi Feldspieler: Borostyán Gergely, Vladimir Buril, József Csibi, Szabolcs Fodor, Tamás Gröschl, Roger Holéczy, Balázs Kangyal, Gábor Kiss, Csaba Kovács, Majoross Gergely, Gábor Ocskay, Krisztián Palkovics, Milos Palovcik, Attila Rajz, Rastislav Ondrejcik, Tamás Sille, Csaba Simon, Michal Stastny, Bence Svasznek, Lajos Tőkési, Artyom Vaszjunyin Trainer: Pat Cortina |

## Auszeichnungen
| Trophäe                                                   | Spieler         | Klub                    |
| --------------------------------------------------------- | --------------- | ----------------------- |
| Bester Torhüter                                           | Krisztián Budai | Alba Volán-FeVita       |
| Bester Verteidiger                                        | Viktor Tokaji   | Dunaújvárosi AC-Invitel |
| Bester Stürmer                                            | Gábor Ocskay    | Alba Volán-Fevita       |
| Topscorer                                                 | Balázs Ladányi  | Újpesti TE              |
| Bester Ausländer                                          | Roger Holéczy   | Alba Volán-Fevita       |
| Miklós Cup (Spieler mit den herausragendsten Fähigkeiten) | Balázs Ladányi  | Újpesti TE              |
| Kósa Cup (Bester Juniorenspieler)                         | András Benk     | Dunaújvárosi AC-Invitel |